# Anna Alexejewna Peredolskaja
Anna Alexejewna Peredolskaja (russisch Анна Алексеевна Передольская; * 1894; † 1968) war eine russisch-sowjetische Klassische Archäologin.
In ihrer Generation war Anna Peredolskaja eine der bedeutendsten Vertreterinnen ihres Faches in der Sowjetunion. Sie studierte an der Staatlichen Universität Sankt Petersburg. Ihr wichtigster Lehrer war Oskar Waldhauer. Seit den 1920er Jahren arbeitete sie an der Antikenabteilung der Eremitage in Sankt Petersburg beziehungsweise Leningrad. Nach Waldhauers Tod folgte sie ihm in der Leitung der Antikenabteilung und verblieb in dieser Position als Leiterin einer der bedeutendsten Antikensammlungen der Welt bis in die 1960er Jahre. 1936/37 lehrte sie zudem an der Leningrader Universität als Assistenzprofessorin. Ihre Nachfolgerin in der Leitung der Antikensammlung an der Eremitage wurde Xenija Gorbunowa.
Peredolskaja war eine international angesehene Forscherin, die für sowjetische Verhältnisse gut international vernetzt war, was auch durch die Bedeutung der Antikensammlung in Leningrad begründet war, die auch dank Peredolskajas Engagement nie aus dem Blickwinkel der internationalen Gelehrtengemeinschaft verschwunden war. So wird ihr häufig für ihre Unterstützung bei Forschungsarbeiten anderer Forscher in deren Arbeiten gedankt, so beispielsweise in John D. Beazleys bahnbrechendem Standardwerk Attic Red-figure Vase-painters, in dem ebenso wie in seinen Schwesterpublikationen auch die Vasen der großen russischen Sammlungen Berücksichtigung finden konnten. Auch Peredolskajas wichtigste Arbeiten sind zur rotfigurigen Vasenmalerei und anderen keramischen Objekten der Leningrader Sammlung sowie zu den Grabungen der Eremitage in Südrussland. So widmete sie sich beispielsweise als erste Forscherin intensiver den Werken des Schuwalow-Malers, den sie jedoch fälschlich den Kleinmeistern zurechnete.

## Publikationen
- Attische Tonfiguren aus einem südrussischen Grab (Antike Kunst Beiheft 2). Urs Graf Verlag, Olten 1964.
- Krasnofigurnye attičeskie vazy v Ėrmitaže.  Izdat. „Sovetskij Chudožnik“, Leningrad 1967.